# 체이싱 아미
《체이싱 아미》(영어: Chasing Amy 체이싱 에이미[*])는 1997년 개봉한 미국의 로맨틱 코미디 드라마 영화이다. 《몰래츠》(1995)를 잇는 뷰 어스큐니버스 세 번째 작품이다. 한 레즈비언(조이 로런 애덤스 분)에게 반하면서 오랜 절친(제이슨 리 분)의 불만을 사게 되는 한 만화 작가(벤 애플렉 분)의 이야기를 다룬다.

## 줄거리
만화 작품 "블런트맨 앤드 크로닉" 애니메이션화를 앞둔 만화 작가 팀 홀든과 뱅키는 레즈비언 작가 얼리사를 알게 된다. 홀든은 얼리사에게 반해 구애한 끝에 얼리사와 관계를 갖는다. 동성애 혐오적 태도를 지닌 뱅키는 얼리사에게 적대감을 보인다.
어느 날 홀든은 얼리사가 이미 고등학교 때 삼자 관계를 통해 남자를 경험했다는 얘기를 듣는다. 자신이 얼리사의 특별한 첫 남자가 아니라는 깨달음에 홀든은 충격을 받는다. 블런트맨 앤드 크로닉의 모델인 제이 앤 사일런트 밥의 밥은 홀든의 고민을 알게 되자 예전에 사귄 여자친구 에이미 얘기를 들려준다. 당시 에이미가 과거에 풍부한 성경험을 겪었다는 점에만 집착하던 밥은 에이미가 현재는 자신만을 원하고 사랑한다는 사실을 제대로 보지 못하고 헤어졌다. 밥은 그 뒤로 후회하며 오랫동안 에이미를 좇았지만("chasing Amy") 에이미는 이미 마음을 정리한 후였다는 것이다. 한편 홀든은 뱅키가 자신을 사랑해 얼리사를 질시해왔다는 걸 간파하게 된다.
상황을 한 번에 정리하고자 홀든은 뱅키와 얼리사에게 삼자 관계를 제안한다. 이를 통해 뱅키는 얼리사를 향한 질투를 끝내게 하고, 홀든 본인은 자격지심을 해소하고자 함인데...

## 출연
- 벤 애플렉 - 홀든 맥닐 역
- 조이 로런 애덤스 - 얼리사 존스 역
- 제이슨 리 - 뱅키 에드워즈 역
- 드와이트 유얼 - 후퍼 역
- 제이슨 뮤스 - 제이 역
- 케빈 스미스 - 사일런트 밥 역
- 이선 수플리 - 팬 역
- 스콧 모저 - 수집가 역
- 케이시 애플렉 - 리틀 키드 역
- 브라이언 오핼러런 - 경영자 1 역
- 맷 데이먼 - 경영자 2 역
- 카먼 루엘린 - 킴 역
- 귀니비어 터너 - 가수 역
- 조 커사다 - 본인 역

## 평가
이 영화는 평단의 호평을 받아, 로튼 토마토에서 평점 87%를 기록했다.

## 수상 및 후보
| 연도 | 상                            | 부문                        | 후보                          | 결과 |
| ---- | ----------------------------- | --------------------------- | ----------------------------- | ---- |
| 1998 | 영국 독립영화상               | 외국 독립영화상             | 《체이싱 아미》               | 후보 |
| 1998 | 시카고 영화 비평가 협회       | 유망 여자배우상             | 조이 로런 애덤스              | 수상 |
| 1998 | 골든 글로브상                 | 여우주연상                  | 조이 로런 애덤스              | 후보 |
| 1998 | 인디펜던트 스피릿 어워드      | 작품상                      | 《체이싱 아미》               | 후보 |
| 1998 | 인디펜던트 스피릿 어워드      | 각본상                      | 케빈 스미스                   | 수상 |
| 1998 | 인디펜던트 스피릿 어워드      | 남우조연상                  | 제이슨 리                     | 수상 |
| 1998 | 라스베이거스 영화 비평가 협회 | 유망 여자배우상             | 조이 로런 애덤스              | 수상 |
| 1998 | 로스앤젤레스 영화 비평가 협회 | 각본상                      | 케빈 스미스                   | 후보 |
| 1998 | MTV 무비 어워드               | 신인 여자연기상             | 조이 로런 애덤스              | 후보 |
| 1998 | MTV 무비 어워드               | 최고의 키스                 | 조이 로런 애덤스, 카먼 루엘린 | 후보 |
| 1998 | 전미 비평가 위원회            | 스페셜 표창 탁월한 제작자상 | 《체이싱 아미》               | 수상 |